# Strade regionali in Finlandia

Cartello della strada regionale 522.

Le strade regionali in Finlandia (in finlandese seututie, in svedese regionalväg) sono strade della rete stradale finlandese che collegano, all'interno delle varie regioni, le strade statali e principali.
L'importanza delle strade regionali è inferiore a quella delle statali e principali ma superiore a quella di collegamento. La numerazione riservata alle strade regionali va dal 100 al 999 ed è segnalata da un numero nero su sfondo bianco. Spesso le strade regionali sono le vecchie vie di comunicazione tra città, affiancate oggigiorno da strade statali anche a due carreggiate separate.
All'inizio del 2010 in Finlandia vi erano 13 466 km di strade regionali, di cui circa il 97% asfaltato. La gestione è affidata ai centri ELY, le agenzie periferiche del governo per lo sviluppo regionale.

## Numerazione delle strade regionale per distretto stradale
I numeri delle strade regionali è suddiviso in distretti stradali, sebbene esistano delle eccezioni.
|    | Distretto stradale | Numeri  |
| -- | ------------------ | ------- |
| 01 | Uusimaa            | 100–199 |
| 02 | Turku              | 200–299 |
| 04 | Häme               | 300–399 |
| 03 | Kaakkois-Suomi     | 400–479 |
| 08 | Savo-Karjala       | 480–599 |
| 09 | Keski-Suomi        | 600–699 |
| 10 | Vaasa              | 700–799 |
| 12 | Oulu               | 800–899 |
| 14 | Lappi              | 900–999 |

## Serie 100

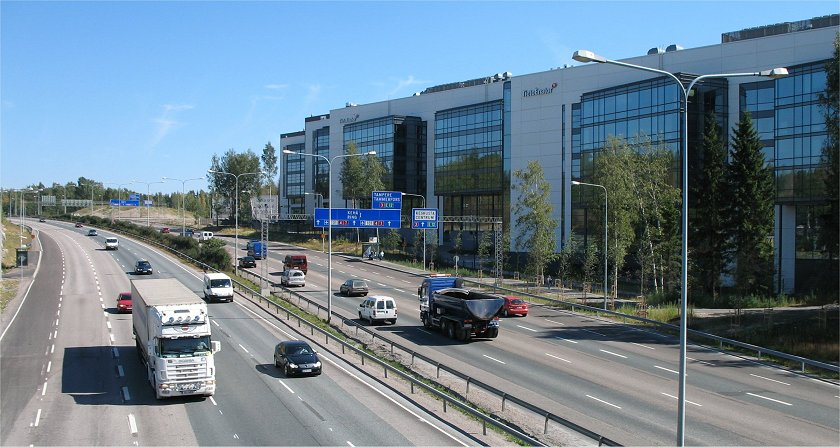
Seututie 101 (Kehä I) a Lassila presso Helsinki.

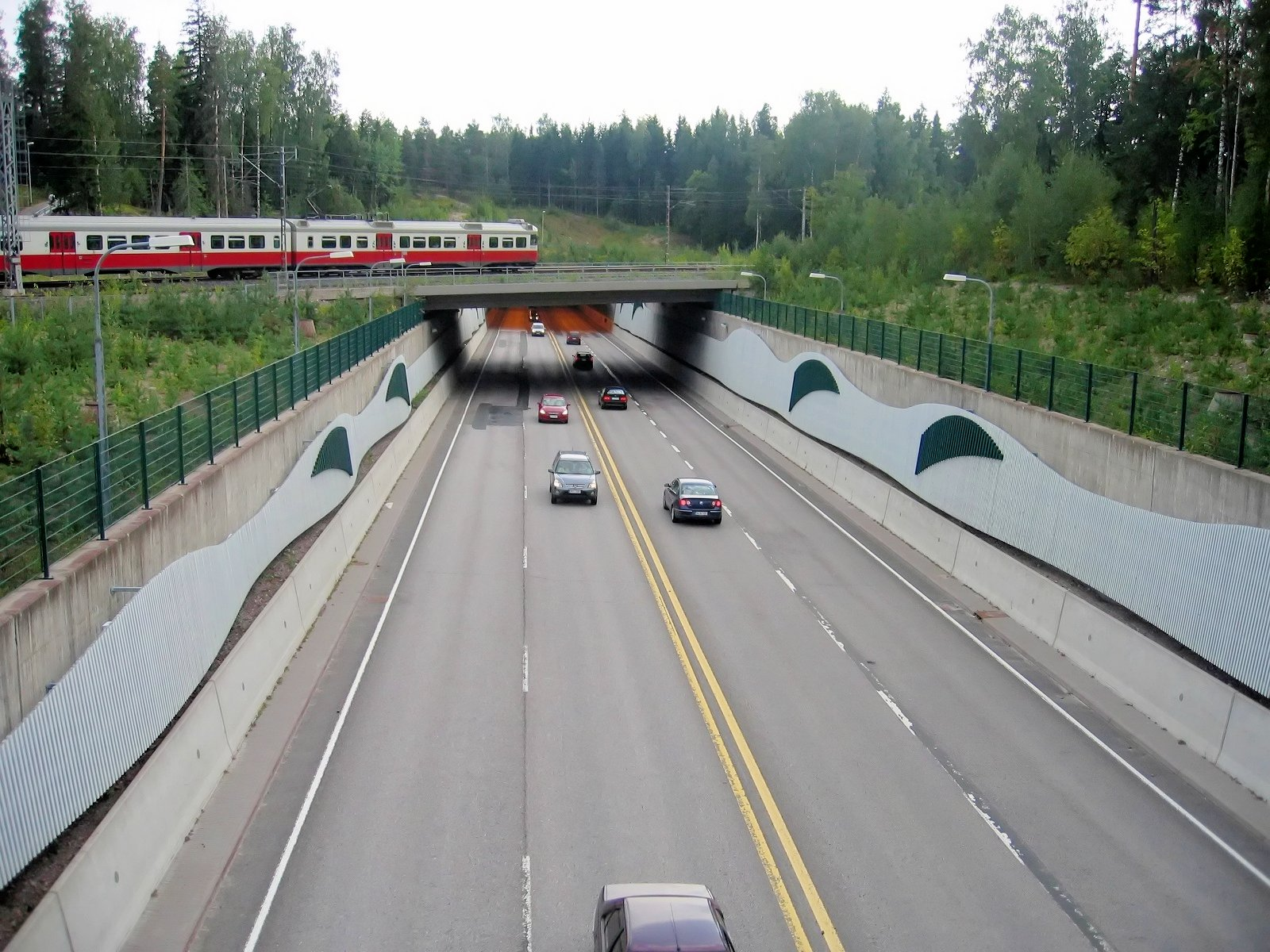
Seututie 102 (Kehä II) a Espoo.

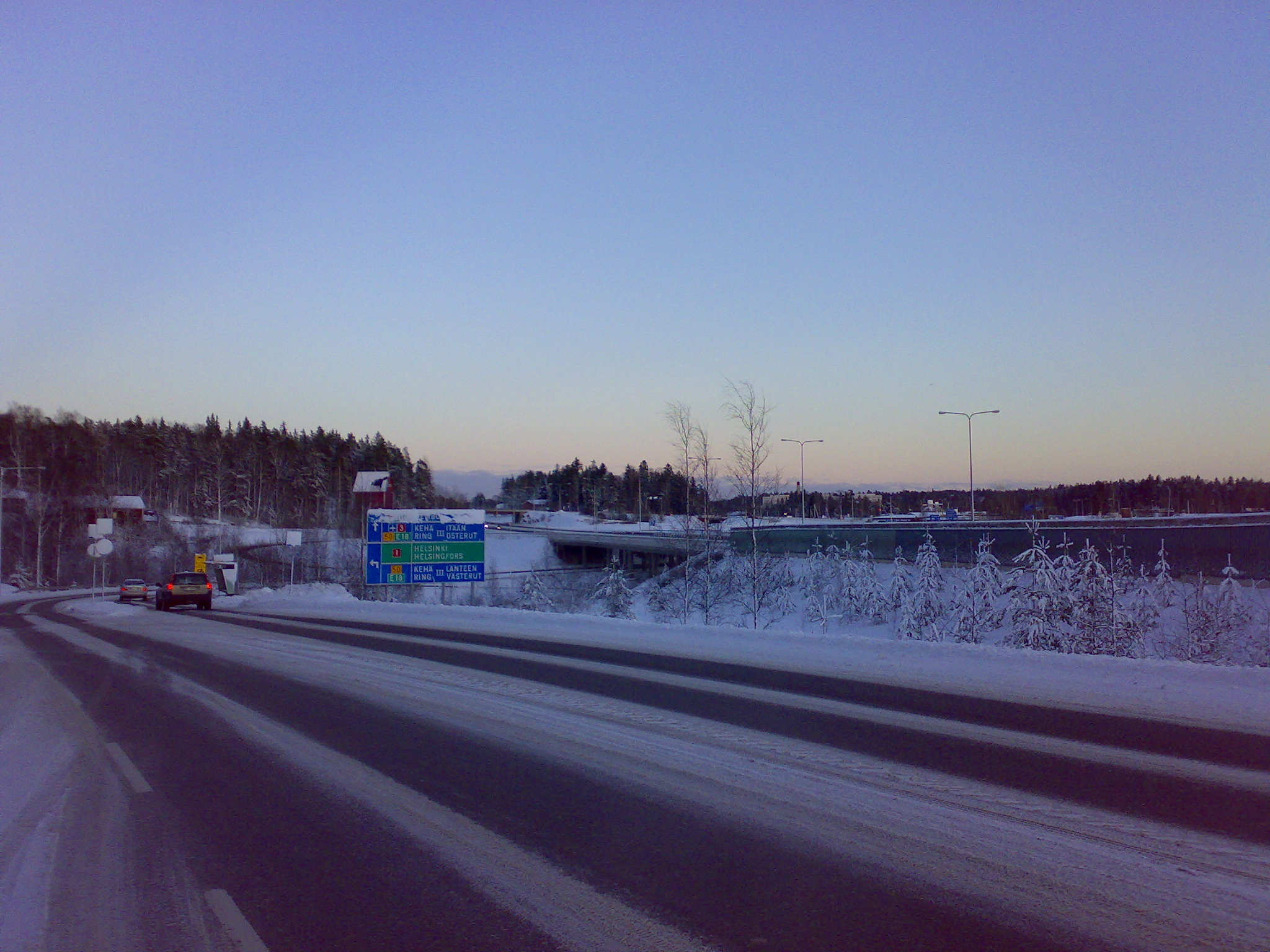
Seututie 110 a Espoo

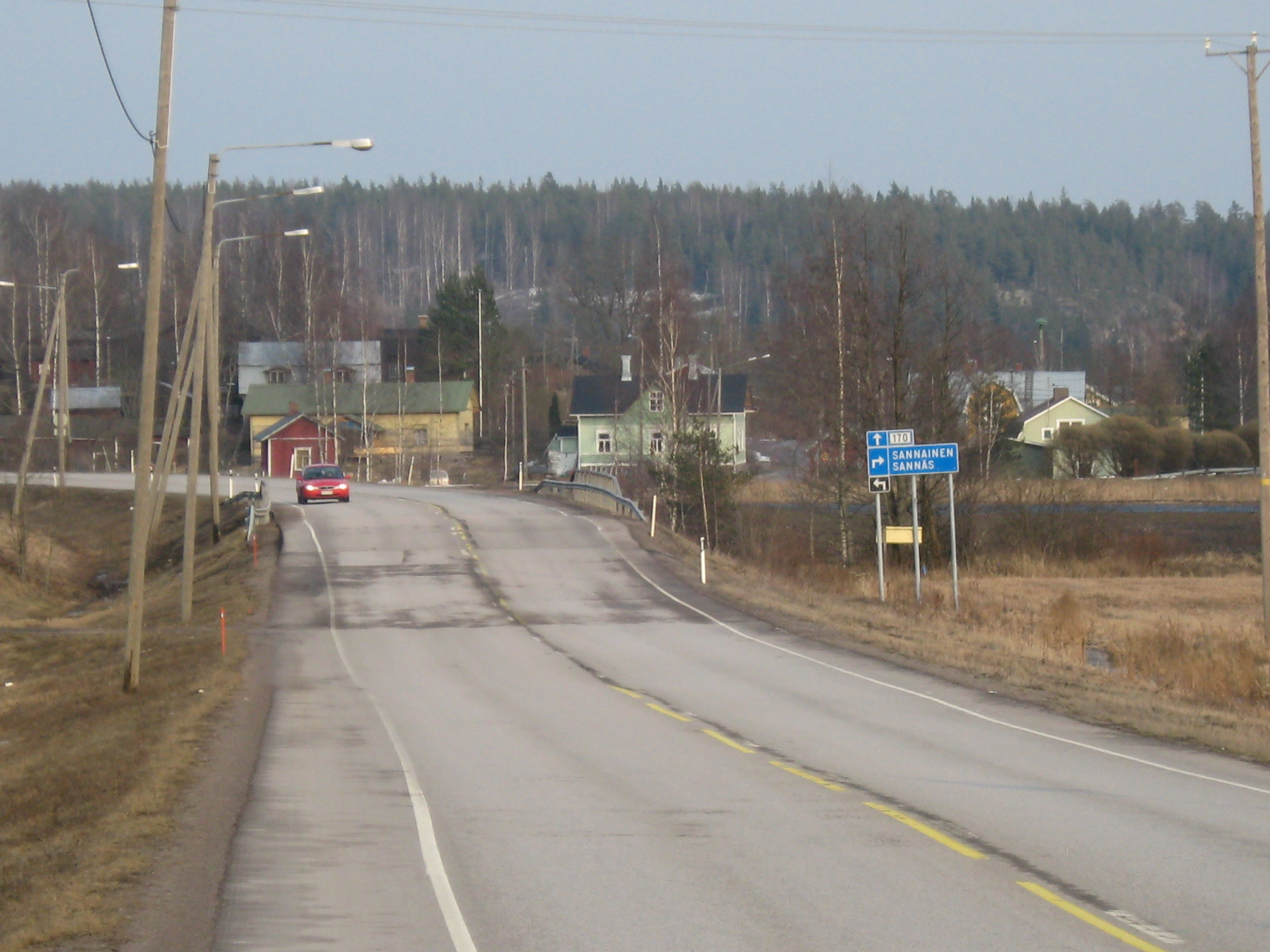
Seututie 170 a Ilola presso Porvoo.

- Seututie 100: Hakamäentie (prima parte del Pasilanväylä), Helsinki
- Seututie 101: Kehä I
- Seututie 102: Kehä II
- Seututie 103: Länsisalmi – porto di Vuosaari (prolungamento della Kehä III)
- Seututie 104: Pohja – Karjalohja – Sammatti – vt 1
- Seututie 110: Helsinki – Vihti ja Muurla – Salo – Piikkiö – Turku (parallela alla valtatie 1)
- Seututie 111: Karjaa – Pohja – Tenhola
- Seututie 112: Ingå – Virkkala
- Seututie 114: Espoo – Kauniainen
- Seututie 115: Siuntio kk – kantatie 51
- Seututie 116: Lohjan asema – Siuntio kk
- Seututie 120: Helsinki – Vihti (Vihdintie, vecchio percorso della valtatie 2)
- Seututie 125: Nummi kk – Nummi-Pusula – Hyönölä
- Seututie 126: Ikkala – Karkkila
- Seututie 127: Hyönölä – Pusula – Ikkala
- Seututie 130: Vantaa – Hyvinkää – Riihimäki – Hämeenlinna – Valkeakoski – Tampere (parallela alla valtatie 3)
- Seututie 132: Klaukkala – Nurmijärvi – Vihtijärvi – Läyliäinen – Loppi
- Seututie 133: Vihtijärvi – Karkkila
- Seututie 134: Karkkila – Läyliäinen
- Seututie 135: Pakkala (Vantaa) – Aeroporto Helsinki-Vantaa
- Seututie 138: Tikkurila (Vantaa) – seututie 135
- Seututie 139: Nurmijärvi – Tuusula
- Seututie 140: Vantaa – Kerava – Mäntsälä – Lahti – Heinola (parallela alla valtatie 4)
- Seututie 145: Tuusula – Järvenpää
- Seututie 146: Järvenpää – Pornainen
- Seututie 148: Sköldvik – Sipoo – Kerava – Tuusula
- Seututie 151: Pornainen – Monninkylä
- Seututie 152: Ilola (Vantaa) – Jokivarsi (Vantaa)
- Seututie 160: Mansikkala – Kaukopää (parallela alla valtatie 6 a Imatra)
- Seututie 162: Sääksjärvi – Pukkila – Myrskylä
- Seututie 164: Orimattila – Levanto
- Seututie 167: Lahti – Orimattila – Myrskylä – Koskenkylä
- Seututie 170: Helsinki – Itäsalmi – Porvoo – Loviisa ja Kotka – Hamina (parallela alla valtatie 7)
- Seututie 172: Orimattila – Artjärvi
- Seututie 174: Myrskylä – Artjärvi – Kimonkylä
- Seututie 176: Loviisa – Lapinjärvi
- Seututie 180: Kaarina – Pargas – Nagu – Korpoo (detta anche Turunmaan saaristotie, ovvero "via dell'arcipelago di Turunmaa")
- Seututie 181: Paimio – Sauvo – Kimito
- Seututie 183: Perniö – Kimito – Dragsfjärd – Dalsbruk
- Seututie 185: Valtatie 8 (Turku) – Kantatie 40 (Naantali) (chiamata anche Naantalin pikatie, ovvero "strada veloce di Naantali")
- Seututie 186: Salo – Kisko – Mustio – Inkoo
- Seututie 189: Naantali – Rymättylä
- Seututie 190: Kylmäkoski – Lempäälä (parallela alla valtatie 9)
- Seututie 192: Raisio – Lemu – Pyhe – Taivassalo – Kustavi
- Seututie 194: Pyhe – Vehmaa – Lokalahti
- Seututie 196: Taivassalo – Lokalahti – Uusikaupunki – Pyhäranta – Varhokylä

## Serie 200

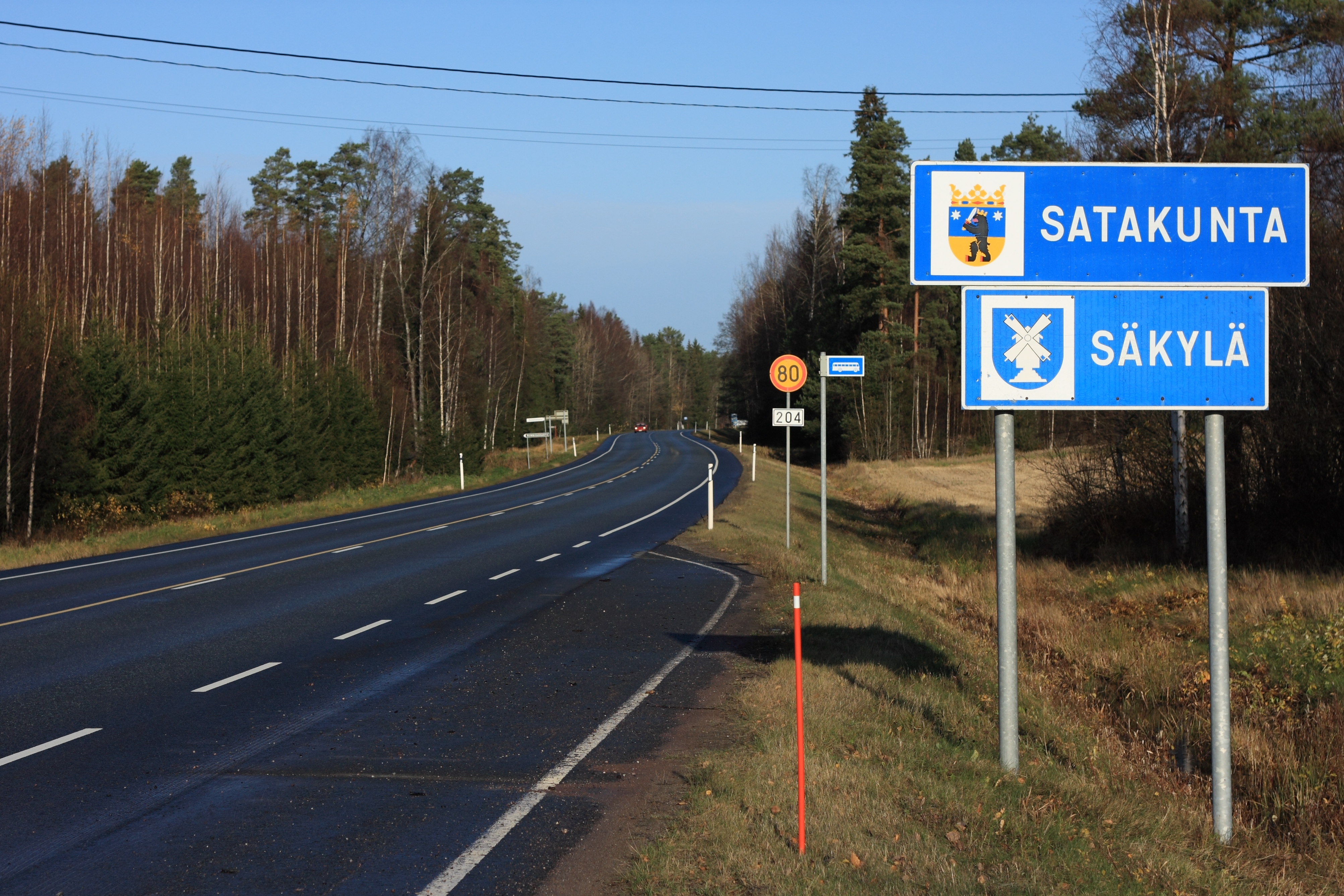
Seututie 204 al confine tra Säkylä e Pöytyä

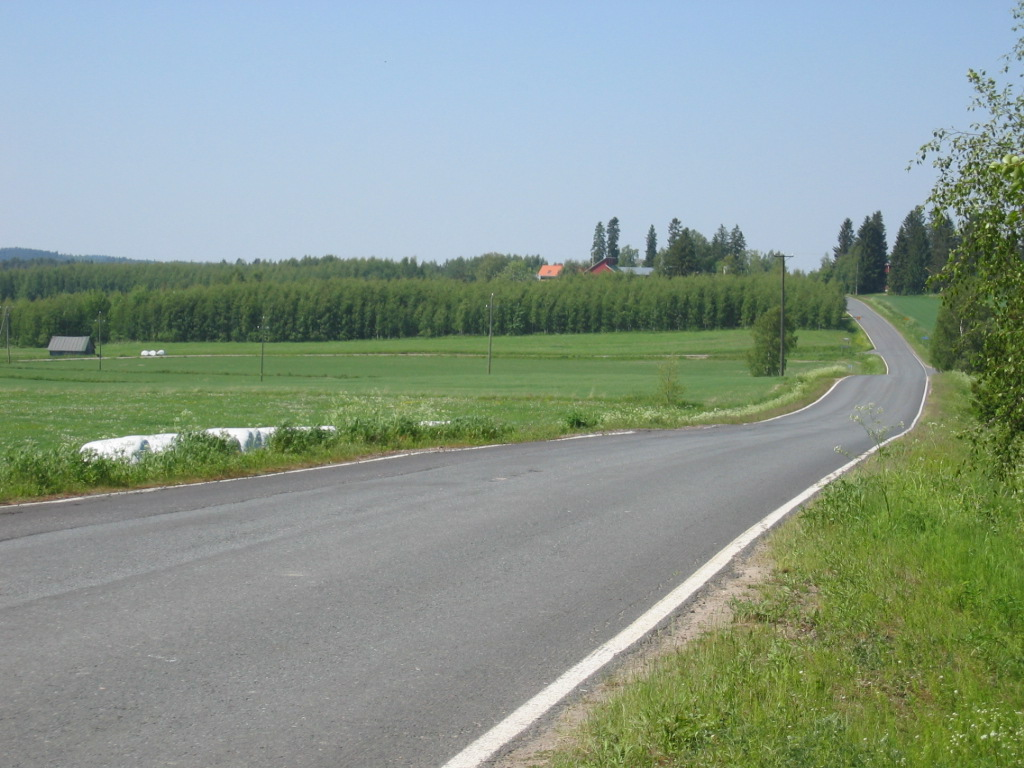
Seututie 276 a Tevaniemi presso Ikaalinen.

- Seututie 204: Liedon as. – Yläne – Säkylä – Eura
- Seututie 210: Loimaa – Oripää – Yläne – Hinnerjoki
- Seututie 213: Ypäjä – Loimaa – Alastaro – Säkylä
- Seututie 222: Turku – Liedon as. – Aura
- Seututie 224: Halikko – Tarvasjoki – Aura
- Seututie 230: Urjala – Punkalaidun – Huittinen
- Seututie 232: Murto – Punkalaidun
- Seututie 249: Vammala – Mouhijärvi – Hämeenkyrö
- Seututie 252: Punkalaidun – Vammala
- Seututie 257: Koski – Riuttala
- Seututie 259: Mouhijärvi – Lavia
- Seututie 261: Ikaalinen – Jämijärvi – Kankaanpää
- Seututie 269: Mäntyluoto – Tahkoluoto
- Seututie 270: Ala-Honkajoki – Siikainen – Tuorila – Merikarvia
- Seututie 272: Lamppi – Tahkoluoto
- Seututie 273: Kankaanpää – Karvia – Koskue
- Seututie 274: Parkano – Karvia – Kauhajärvi
- Seututie 276: Hämeenkyrö – Viljakkala – Luhalahti – Riitiala
- Seututie 280: Koisjärvi – Hyönölä – Somero
- Seututie 282: Somero – Forssa
- Seututie 283: Tammela – Saviniemi
- Seututie 284: Forssa – Saviniemi – Urjala
- Seututie 290: Hyvinkää – Hausjärvi – Janakkala – Hämeenlinna
- Seututie 292: Hyvikkälä – Janakkala – Lammi
- Seututie 296: Renkomäki – Hollola

## Serie 300
- Seututie 301: Lempäälä – Narva – Stormi
- Seututie 303: Valkeakosken Saarioispuoli – Toijala (Akaa) – Viiala (Akaa)
- Seututie 304: Valkeakoski – valtatie 3
- Seututie 305: Hauho – Eteläinen
- Seututie 307: Valkeakoski – Pälkäne
- Seututie 310: Valkeakoski – Kangasala
- Seututie 312: Lahti – Nastola (parallela alla valtatie 12)
- Seututie 313: Vääksy – Vierumäki
- Seututie 314: Vääksy – Sysmä
- Seututie 317: Lammi – Vääksy
- Seututie 347: Mänttä – Vilppula
- Seututie 354: Elimäki – Anjala
- Seututie 357: Helilä – Anjala
- Seututie 359: Anjala – Koria
- Seututie 371: Hamina – Myllykoski
- Seututie 375: Sippola – Kaipiainen
- Seututie 387: Lappeenranta – Vaalimaa

## Serie 400

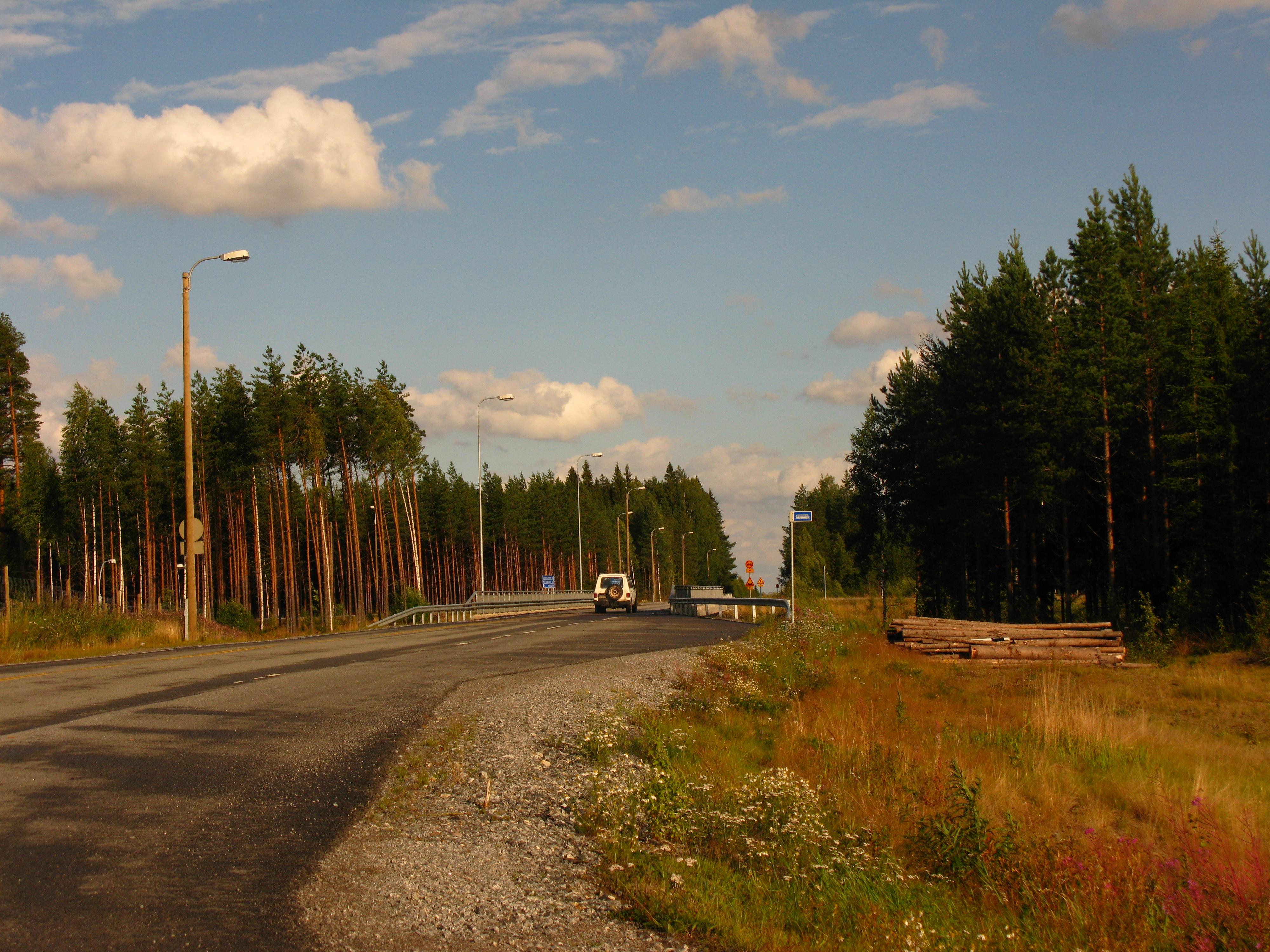
Ponte della Valtatie 5 sulla seututie 464 a Joroinen

- Seututie 408: Lappeenranta – Taipalsaari
- Seututie 410: Kalho – Sysmä
- Seututie 411: Hevossaarentie
- Seututie 412: Sukurantie
- Seututie 413: Hartola – Sysmä
- Seututie 419: Vihantasalmi – Mäntyharju
- Seututie 423: Hartola – Pertunmaa
- Seututie 426: Kuortti – Pertunmaa
- Seututie 428: Toivola – Pertunmaa – Joutsa
- Seututie 434: Puumala – Juva
- Seututie 453: Pieksämäki – Jäppilä – Varkaus
- Seututie 464: oikotie Savonlinna – Joroinen
- Seututie 468: Sarkamäki – Kangaslampi – Hannolanpelto
- Seututie 471: Savonlinna – Enonkoski – Sappu
- Seututie 476: Pohjoislahti – Heinävesi – Ylämylly
- Seututie 477: Latvalampi – Outokumpu
- Seututie 479: Punkaharju – Purujärvi
- Seututie 482: Tolosenmäki – Liperi – Käsämä
- Seututie 484: Pyhäselkä – Rasivaara
- Seututie 486: Puhos – Kitee – Tohmajärvi
- Seututie 487: Tolosenmäki – Kitee
- Seututie 492: Pyhäselkä – Kiihtelysvaara
- Seututie 494: Tohmajärvi – Heinävaara
- Seututie 495: Huhtilampi – Kovero
- Seututie 496: Hoilola – Tuupovaara – Kovero

## Serie 500
- Seututie 500: Niirala – Ilomantsi
- Seututie 501: Joensuun lentoasema
- Seututie 502: Ylämylly – Polvijärvi – Maarianvaara
- Seututie 504: Outokumpu – Polvijärvi – Koli
- Seututie 506: Juuka – Luikonlahti
- Seututie 508: Juuka – Viitaniemi
- Seututie 512: Kovero – Eno
- Seututie 513: Uimaharju – Luhtapohja
- Seututie 514: Eno – Ilomantsi
- Seututie 515: Romppala – Uimaharju
- Seututie 518: Eno – Ahveninen – Kyyrönvaara
- Seututie 522: Ilomantsi – Lieksa
- Seututie 524: Lieksa – Kuhmo
- Seututie 531: Lempyy – Palokangas
- Seututie 533: Tihusniemi – Leppävirta
- Seututie 534: Leppävirta – Vuorinen
- Seututie 536: Konnuslahti – Vehmersalmi
- Seututie 539: Kylmälahti – Vehmersalmi – Salonkylä
- Seututie 542: Karvio – Tuusjärvi
- Seututie 543: Rautalampi – Kerkonkoski
- Seututie 544: Pajumäki – Tuusniemi
- Seututie 545: Suonenjoki – Vesanto
- Seututie 548: Suonenjoki – Karttula
- Seututie 551: Kuopio – Vesanto – Ahveninen
- Seututie 552: Niinivedenpää – Keitele
- Seututie 553: Vehmasmäki – Jynkkä (parallela alla valtatie 5)
- Seututie 554: Karttula – Säviä
- Seututie 559: Vuorela – Siilinjärvi (parallela alla valtatie 5)
- Seututie 560: Säviä – Pyhäsalmi
- Seututie 561: Pielavesi – Kiuruvesi
- Seututie 562: Kuopion lentoasema
- Seututie 563: Pielavesi – Peltosalmi
- Seututie 566: Riistavesi – Kaavi
- Seututie 567: Riistavesi – Muuruvesi – Juankoski
- Seututie 568: Loukeinen – Poutilanmäki
- Seututie 569: Kaavi – Juankoski – Nilsiä
- Seututie 570: Juankoski – Hankamäki
- Seututie 573: Outokumpu – Kaavi
- Seututie 576: Siilinjärvi – Varpaisjärvi
- Seututie 577: Nilsiä – Varpaisjärvi
- Seututie 580: Hankamäki – Rautavaara
- Seututie 582: Lapinlahti – Rautavaara
- Seututie 588: Koljonvirta – Soinlahti
- Seututie 595: Kiuruvesi – Vieremä
- Seututie 599: Kiuruvesi – Pyhäntä

## Serie 600

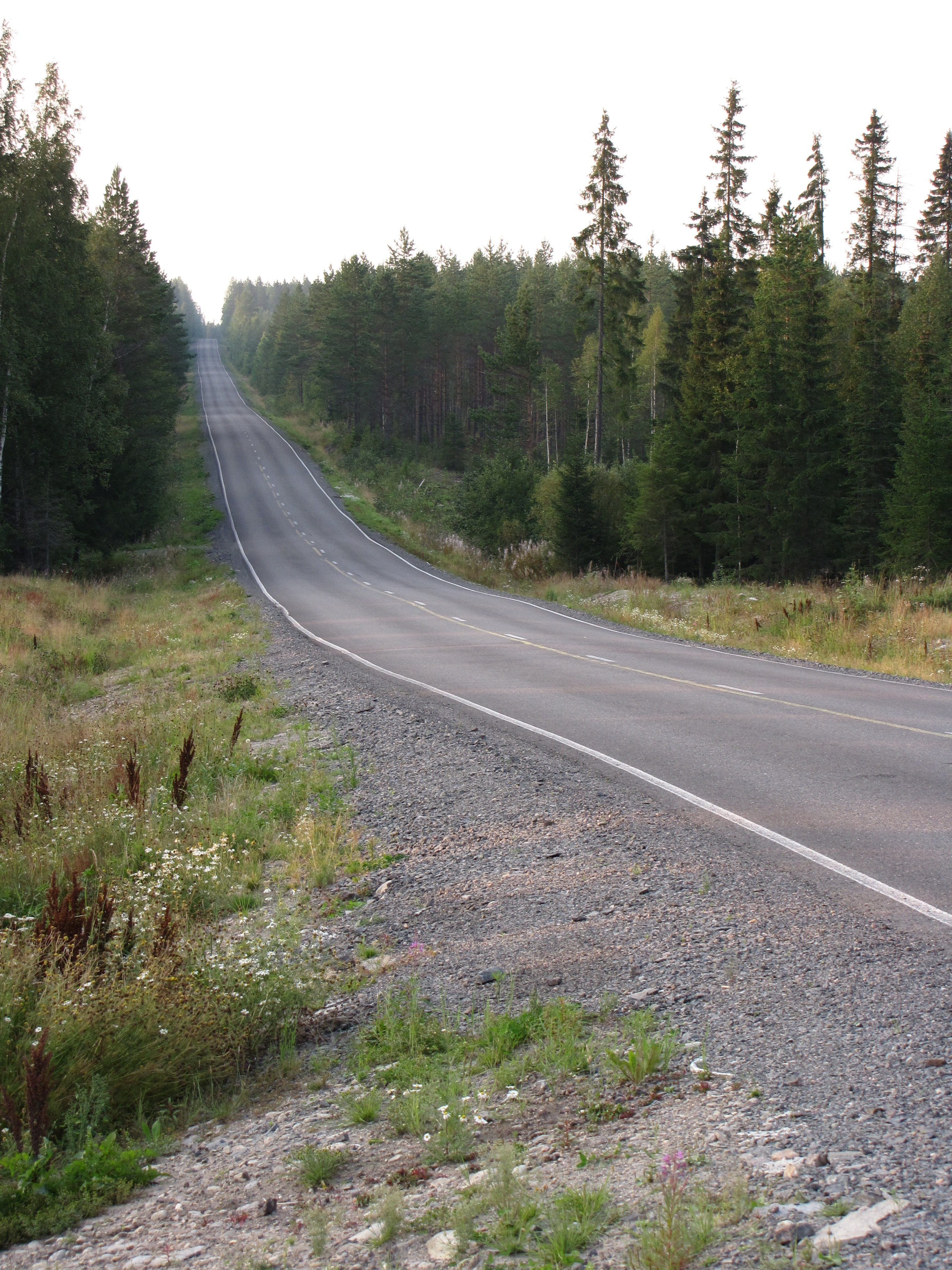
Seututie 687 a Karijoki.

- Seututie 604: Jämsänkoski - Koskenpää - Petäjävesi
- Seututie 607: Korpilahti - Petäjävesi
- Seututie 610: Joutsa - Tammijärvi - Korpilahti
- Seututie 612: Sysmä – Tammijärvi
- Seututie 616: Joutsa – Kangasniemi
- Seututie 621: Keuruu – Liesjärvi – Myllymäki
- Seututie 627: Multia – Sahrajärvi – Uurainen – Kangashäkki – Äänekoski (Hirvaskangas)
- Seututie 630: Jyväskylä (Palokka) – Uurainen
- Seututie 632: Laukaa - Jyväskylä (strada per l'aeroporto)
- Seututie 633: Multia (Väätäiskylä) - Saarijärvi
- Seututie 636: Pylkönmäki - Karstula
- Seututie 637: Jyväskylä – Laukaa – Kuusaa – Tankolampi – Sumiainen – Konginkangas
- Seututie 638: Jyväskylä (Vaajakoski) – Laukaa (Leppävesi) - Jyväskylä (Tikkamannila)
- Seututie 640: Vihtavuori – Vihtasilta – Lievestuore
- Seututie 641: Hankasalmi as. – Hankasalmi – Kärkkäälä – Hytölä
- Seututie 642: Äänekoski – Suolahti – Kuusaa
- Seututie 648: Saarijärvi – Kannonkoski
- Seututie 659: Istunmäki – Ahveninen – Muikunlahti
- Seututie 672: Kauhajoki – Jalasjärvi – Peräseinäjoki – Alavus
- Seututie 673: Perälä – Närpiö – Korsnäs – Maalahti – Vikby
- Seututie 676: Kaskinen – Närpiö
- Seututie 679: Maalahti – Långåminne
- Seututie 682: Teuva – Ylimarkku
- Seututie 694: Seinäjoki – Peräseinäjoki
- Seututie 697: Karstula – Soini – Seinäjoki

## Serie 700

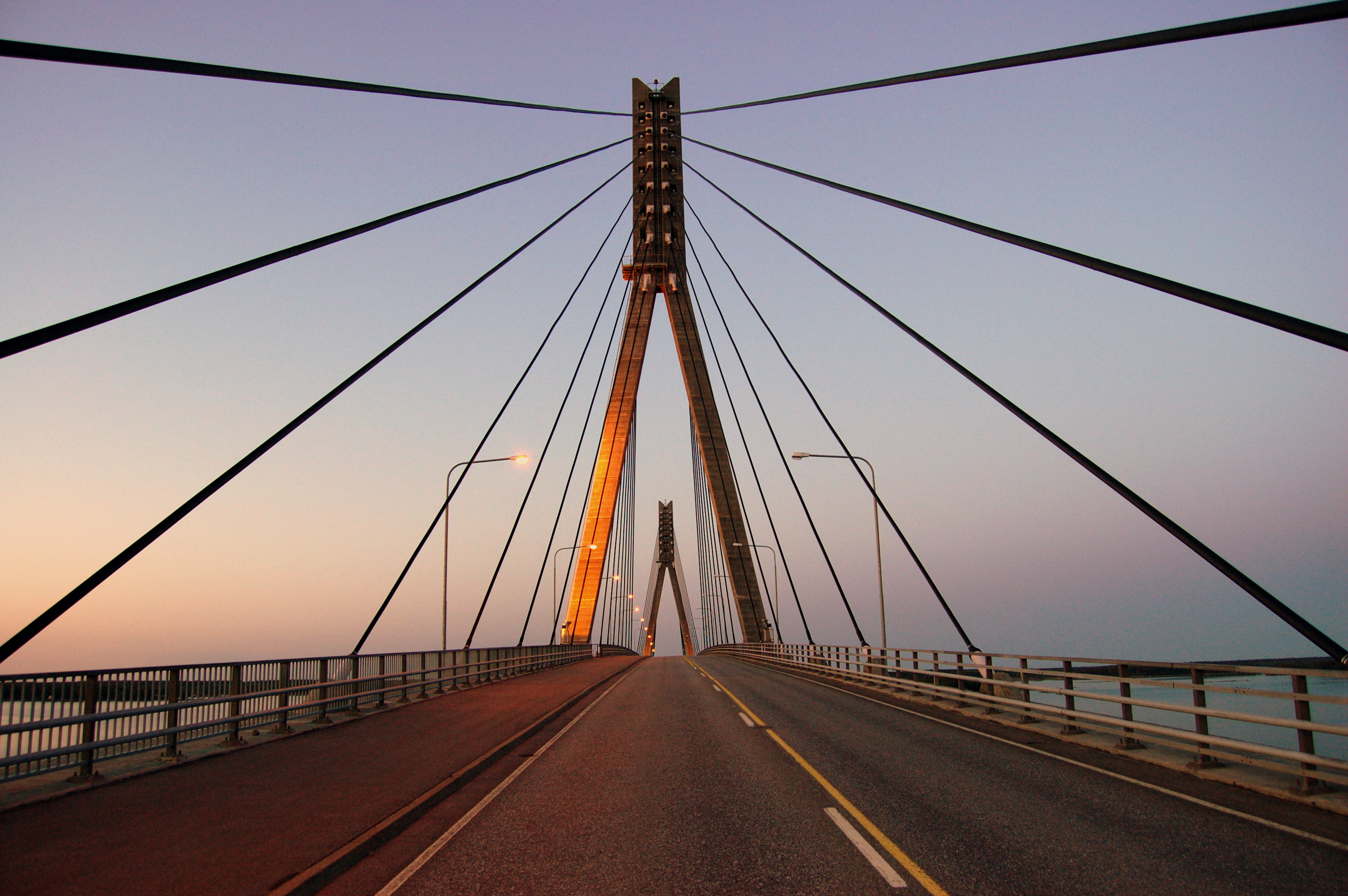
Seututie 724 al ponte di Replot presso Korsholm

- Seututie 701: Huissinkylä – Ilmajoki – Rengonkylä – Honkakylä
- Seututie 711: Ruona (Kuortane) – Menkijärvi – Karvala – Tarvola – Lappajärvi – Kivipuro
- Seututie 714: Soini – Laasala – Levijoki (Alajärvi)
- Seututie 717: Vaasa – Vähäkyrö – Tervajoki
- Seututie 718: Vähäkyrö – Vörå – Karvsor
- Seututie 723: Ylistaro – Ylihärmä
- Seututie 724: Vaasa – Raippaluoto
- Seututie 725: Vallvik (Korsholm) – Vörå – Ylihärmä
- Seututie 733: Pernaa – Kauhava – Huhmarkoski – Lummukka – Karvala
- Seututie 738: Kortesjärvi – Perkiönmäki – Voltti
- Seututie 741: Lappajärvi – Purmojärvi – Kortesjärvi – Lillby – Bennäs – Jakobstad
- Seututie 746: Kovjoki – Nykarleby
- Seututie 747: Ytteresse – Bäckby – Jöusen – Snåre – Kärranda
- Seututie 748: Kronoby – Alaveteli
- Seututie 749: Ytterjeppo – Nykarleby – Jakobstad – Larsmo – Kokkola
- Seututie 750: Vimpeli – Räyrinki – Veteli
- Seututie 751: Evijärvi – Räyrinki – Sillanpää – Halsua – Lestijärvi
- Seututie 756: Kokkolan satamatie
- Seututie 757: Reisjärvi – Ullava – Kälviä
- Seututie 760: Pihtipudas – Reisjärvi – Sievi
- Seututie 774: Jyrinki (Sievi) – Markkula – Sievin as. – Rautio – Typpö – Yli-Tynkä – Tynkä
- Seututie 775: Viitasaari – Kinnula – Lestijärvi – Toholampi – Kannus – Himanka
- Seututie 786: Kalajoki – Merijärvi – Oulainen – Haapavesi – Alakylä (Kärsämäki)
- Seututie 787: Alavieska – Merijärvi – Pyhäjoki
- Seututie 790: Pyhäjoki – Keskikylä – Vihanti
- Seututie 793: Maliskylä – Haapavesi
- Seututie 798: Haapavesi – Kytökylä – Pyrrönperä

## Serie 800

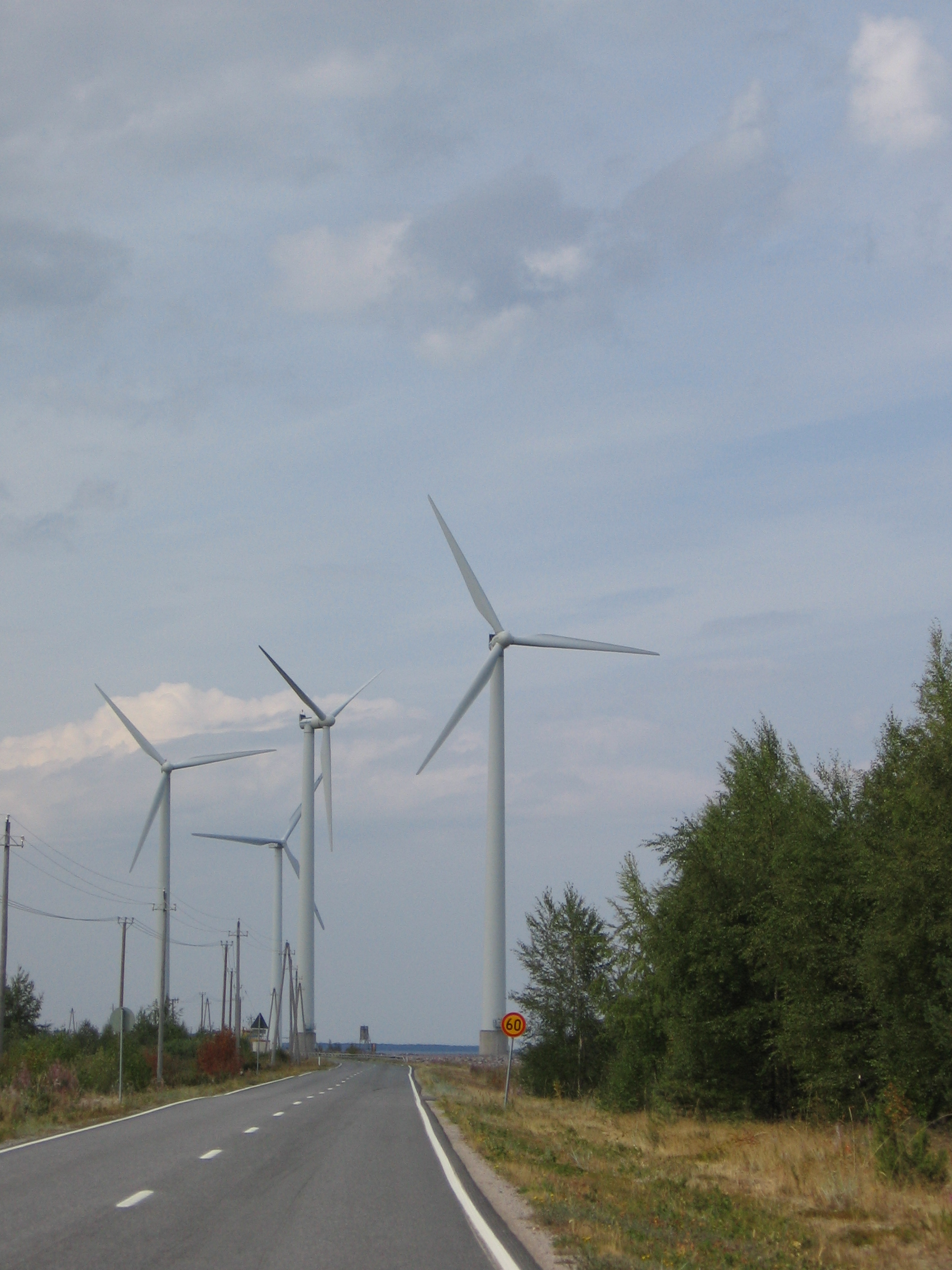
Seututie 815 nelle vicinanze del porto del traketto per Oulunsalo a Riutunkari.

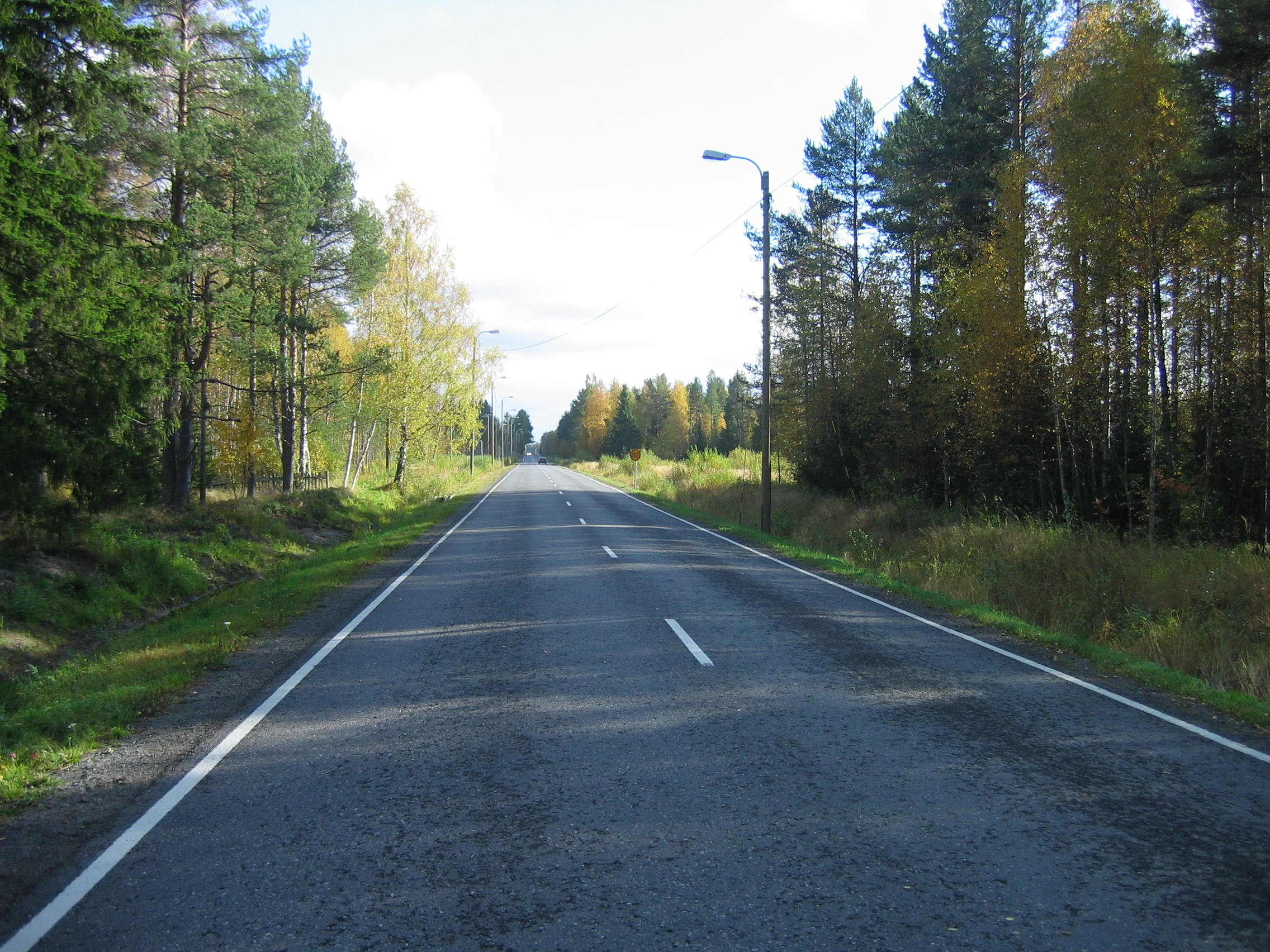
Seututie 848 a Koiteli presso Kiiminki.

- Seututie 800: Ylivieska – Haapavesi – Piippola – Kestilä – Vaala – Puolanka – Taivalkoski
- Seututie 807: Rantsila – Paavola – Ruukki – Revonlahti – Siikajoki
- Seututie 813: Pattijoki – Siikajoki – Lumijoki – Liminka
- Seututie 815: aeroporto di Oulu – Vihiluoto – Iinatti
- Seututie 816: Kempele – Oulunsalo – (traghetto) – Hailuoto – Marjaniemi
- Seututie 821: Vorna – Pihkalanranta
- Seututie 822: Temmes – Kestilä – Pyhäntä
- Seututie 827: Alatemmes – Tyrnävä – Soso
- Seututie 833: Korvenkylä – Ylikiiminki
- Seututie 834: Laukka – Ylikiiminki
- Seututie 836: Ylikiiminki – Sanginkylä
- Seututie 837: Utajärvi – Juorkuna – Puolanka
- Seututie 843: Palovaara (Suomussalmi) – Aittovaara – Rasinvaara – Juntusranta – Pajuvaara – Hossa – Kurvinen – Härmä – Murtovaara – Poussu (Kuusamo)
- Seututie 846: Kempele
- Seututie 847: Haaransilta – Kempele – Limingantulli – (Oulu) – Taskila – Haukipudas – Räinänperä (parallela alla valtatie 4 nella regione di Oulu)
- Seututie 848: Haukipudas – Kiiminki – Lamukangas
- Seututie 849: Kiiminki – Yli-Ii – Oijärvi – Tainiemi
- Seututie 851: Ii – Yli-Ii
- Seututie 855: Olhava (Ii) – Yli-Olhava – Tannila – Aittojärvi – Pudasjärvi
- Seututie 858: Poijula (Pudasjärvi) – Lehtovaara – Iso-Syöte – Metsälä – Rytinki – Ranua
- Seututie 862: Lehtovaara (Pudasjärvi) – Syötekylä – Virkkunen
- Seututie 863: Taivalkoski – Virkkunen – Loukusa – Kuloharju – Raistakka – Posio
- Seututie 866: Kuusamo – Kortesalmi – confine di stato
- Seututie 879: Säräisniemi – Vuolijoki – Vuottolahti
- Seututie 883: Vaala – Puokio – Puolanka (attualmente parte della seututie 800)
- Seututie 888: Sotkamo – Revonkanta – Ristijärvi – Kantola
- Seututie 891: Hyrynsalmi – Leipivaara
- Seututie 892: Suomussalmi – Korpikylä – Kytömäki (Hyrynsalmi)
- Seututie 897: Alajärvi (Suomussalmi) – Hattuvaara – Yli-Näljänkä
- Seututie 899: Juurikkalahti (Sotkamo) – Vuokatti – Pohjavaara – Jormua (Kajaani)

## Serie 900

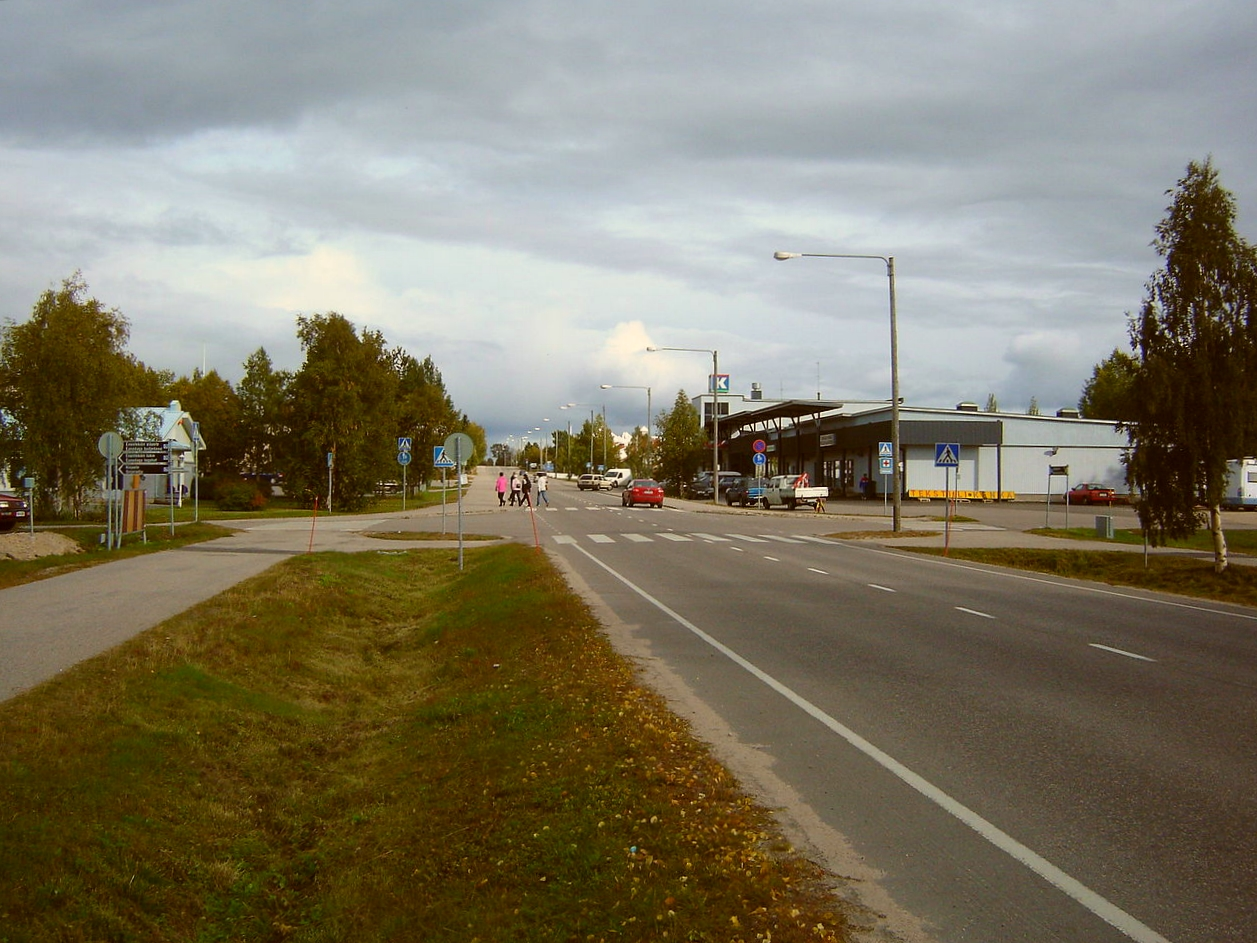
Seututie 956 a Hetta presso Enontekiö.

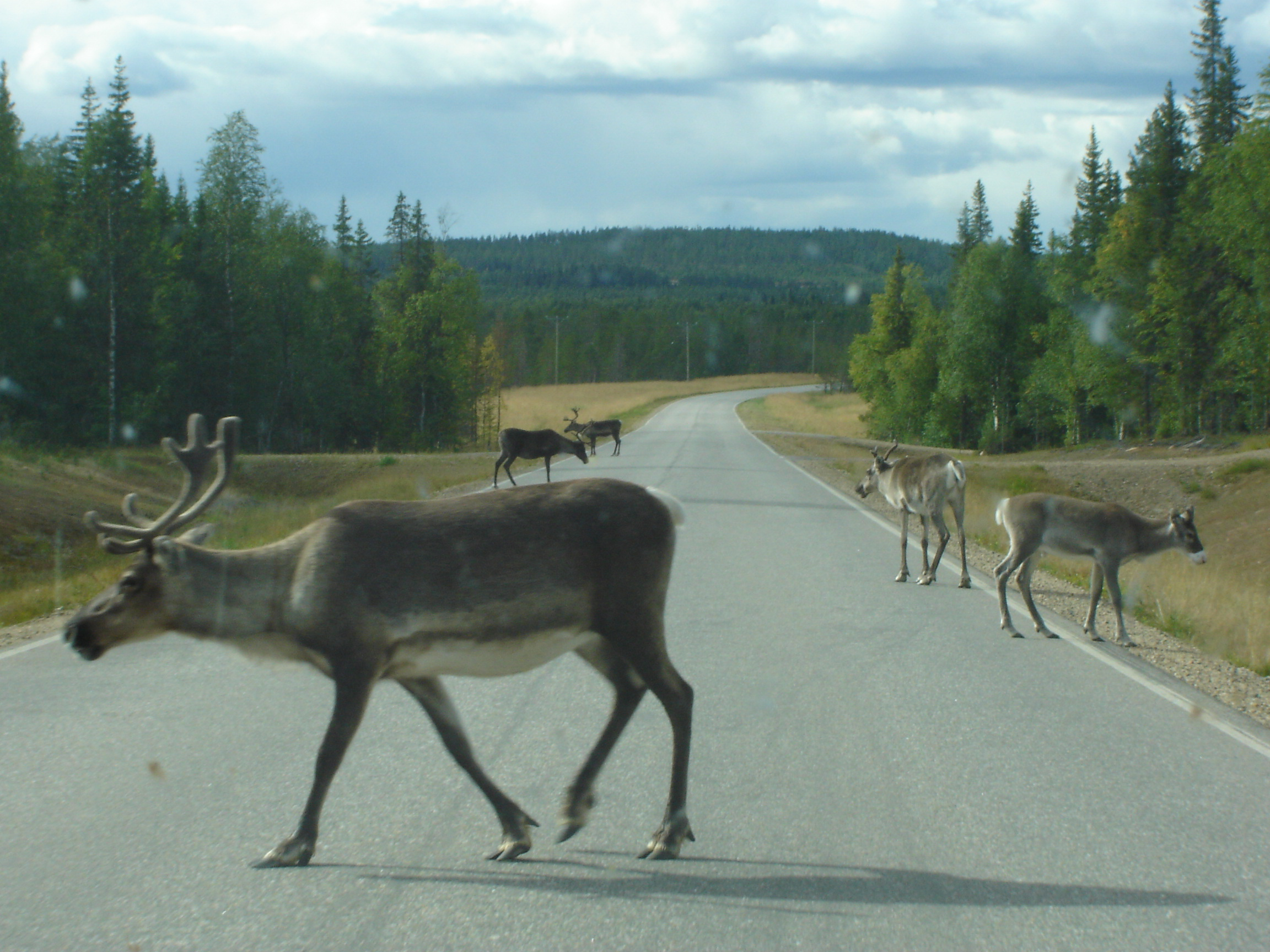
Seututie 962 a Sodankylä.

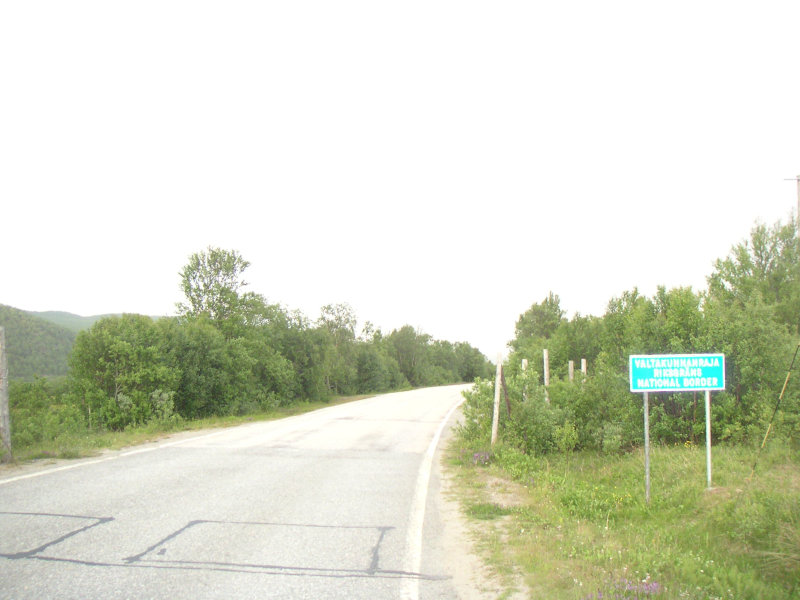
Seututie 970 a Nuorgam.

- Seututie 900: Kuhmo – Hietaperä – Viitavaara – Kaitainsalmi (Sotkamo)
- Seututie 904: Hietaperä (Kuhmo) – Härmänkylä – Hyrynsalmi
- Seututie 912: Kuhmo – Suomussalmi
- Seututie 920: Kemi – Ajos
- Seututie 921: Keminmaa – Tornio (parallela alla valtatie 29)
- Seututie 923: Alaniemi – Sompujärvi – Tervola
- Seututie 924: Simo – Alaniemi – Taininiemi – Raiskio – Nuupas
- Seututie 925: Pikku-Berliini – Veitsiluoto (Kemi)
- Seututie 926: Kemi – Tervola – Rovaniemi (Kemijoen itäpuolentie)
- Seututie 927: Paakkola – Arpela – Kantojärvi – Yli-Liakka – Ala-Vojakkala
- Seututie 928: valtatie 4 – st 926 (Tervola)
- Seututie 929: Tervola – Sihtuuna – Mellakoski – Pessalompolo
- Seututie 930: Ylitornio – Aavasaksa – Mellakoski – Muurola
- Seututie 932: Aavasaksa – Pessalompolo – Raanujärvi
- Seututie 933: valtatie 4 – seututie 926 (Valajaskoskentie)
- Seututie 934: Saarenkylä, Rovaniemi – Meltaus (Ounasjoki)
- Seututie 935: Saukkoriipi – Rattosjärvi – Meltaus
- Seututie 937: Pello – confine di stato (– Pello (Svezia))
- Seututie 940: Saaripudas (Kolari) – Äkäslompolo – Muotkavaara (Muonio)
- Seututie 941: Ranua – Raistakka (Posio)
- Seututie 942: Ranua – Kortteenperä – Pohjaslahti – Juotasniemi (Rovaniemi)
- Seututie 943: Ylläsjokisuu – Kolari – confine di stato
- Seututie 944: Autti (Rovaniemi) – Luusua – Kemijärvi
- Seututie 945: Perä-Posio (Posio) – Ristilä – Jumisko – Lehtola – Isokylä (Kemijärvi)
- Seututie 947: Posio – Maaninkavaara
- Seututie 950: Käylä (Kuusamo) – Oulanka – Niemelä – Kallunki – Salla
- Seututie 951: Lentokentäntie (Rovaniemi)
- Seututie 952: Meltaus – Unari – Vaalajärvi
- Seututie 954: Muonio – confine di Stato con la Svezia(– Muodoslompolo)
- Seututie 955:  Köngäs – Ivalon Matti – Menesjärvi – Inari
- Seututie 956:  Sirkka (Kittilä) – Köngäs – Tepasto – Pulju – Nunnanen – Peltovuoma – Vuontisjärvi – Hetta (Enontekiö)
- Seututie 957: Särkijärvi (Muonio) – Raattama – Peltovuoma (Enontekiö)
- Seututie 959: Kaaresuvanto (Enontekiö) – confine di stato (– Karesuando (Svezia))
- Seututie 962: Vuostimo – Pyhätunturi – Luosto – Torvinen
- Seututie 965: Pelkosenniemi – Savukoski – Saija – Kelloselkä
- Seututie 967: Sodankylä – Tanhua – Savukoski
- Seututie 969: Akujärvi (Inari) – Sarmijärvi – Nellim – Virtaniemi
- Seututie 970: Karigasniemi – Utsjoki – Nuorgam – confine di stato (Tenojoki)
- Seututie 971: Kaamanen – Partakko – Sevettijärvi – Näätämö – confine di stato